# USS 요크타운 (CV-5)
USS 요크타운 (CV-5)은 제2차 세계 대전 동안 미국 해군에서 복무한 항공모함이다. 1781년 요크타운 전투의 이름을 따서 명명되었으며, 1937년에 취역했다. 요크타운은 요크타운급 항공모함의 기함으로, 이는 순양전함을 개조한 렉싱턴급 항공모함과 소형 목적 건조 레인저급과의 운용에서 얻은 교훈을 바탕으로 설계되었다.
요크타운은 대서양 순찰을 막 마치고 진주만 공격 당시 노퍽 항에 정박 중이었다. 그 후 1941년 12월 말 샌디에고로 항해하여 제17기동함대의 기함으로 편입되었다. 렉싱턴 항공모함과 함께 1942년 3월 초 뉴기니섬 동해안에서 일본 선박을 성공적으로 공격했다. 5월 초, 요크타운의 항공기들은 툴라기 침공을 지원하는 여러 군함을 침몰시키거나 손상시켰다. 요크타운은 산호해에서 렉싱턴과 합류하여 파푸아뉴기니 포트모르즈비의 침공을 저지하려 했다. 그들은 산호해 해전 중 5월 7일에 경항공모함 쇼호를 침몰시켰지만, 다음날까지 주력 일본 함대인 항공모함 쇼카쿠와 즈이카쿠를 만나지 못했다. 렉싱턴과 요크타운의 항공기는 쇼카쿠를 심각하게 손상시켰지만, 일본 항공기는 렉싱턴에 치명적인 손상을 입혔고, 렉싱턴은 나중에 자침되었으며, 요크타운도 심하게 손상되었다.
입은 피해에도 불구하고 요크타운은 하와이로 돌아갈 수 있었다. 피해 복구에 2주가 걸릴 것으로 예상되었지만, 요크타운은 진주만의 건선거에 들어간 지 72시간 만에 출항하여 일본과의 다음 대결에 나설 수 있었다. 요크타운은 6월 초 미드웨이 해전에서 중요한 역할을 했다. 요크타운의 항공기들은 일본 함대 항공모함 두 척을 무력화하는 데 결정적인 역할을 했다. 또한 요크타운은 미드웨이에서 일본의 두 차례 공중 반격을 모두 막아냈는데, 이는 그렇지 않았다면 엔터프라이즈와 호넷 항공모함으로 향했을 공격이었다. 6월 4일 전투 중, 히류 항공모함에서 발진한 일본 항공기들이 두 차례 공격 후 요크타운을 무력화시켰다. 배는 모든 동력을 잃고 좌현으로 23도 기울어졌다. 요크타운의 인양 노력은 고무적이었고, 비레오에 의해 예인되었다. 6월 6일, 일본 잠수함 I-168이 어뢰를 발사하여 두 발은 요크타운에 명중했고, 세 번째 어뢰는 요크타운에 보조 동력을 공급하던 구축함 해먼을 침몰시켰다. 추가 인양 노력이 무망하다고 판단되자, 남은 수리 승무원들은 요크타운에서 대피했고, 요크타운은 6월 7일 침몰했다. 요크타운의 잔해는 1998년 해양학자 로버트 발라드에 의해 발견되었다.

## 초기 경력
요크타운은 1934년 5월 21일 뉴포트뉴스의 뉴포트뉴스 조선 및 건조 회사에서 기공되었다. 1936년 4월 4일 진수되었고, 엘리너 루스벨트가 후원했으며, 1937년 9월 30일 노퍽 해군 기지 (노퍽 (버지니아주))에서 어니스트 D. 맥워터 함장의 지휘 아래 취역했다.
장비 장착 후, 항공모함은 1938년 1월까지 햄프턴 로즈와 버지니아 해안 남부 훈련장에서 훈련을 실시했으며, 새로 탑재된 비행단의 항공모함 자격 훈련을 진행했다.
요크타운은 1938년 1월 8일 카리브 제도로 항해하여 1월 13일 쿨레브라에 도착했다. 이어진 한 달 동안 항공모함은 샬럿 아말리에, 세인트토머스, 미국령 버진아일랜드; 고나이브, 아이티; 관타나모만, 쿠바; 크리스토발, 파나마 운하 지대에 정박하며 시운전을 실시했다. 3월 1일 콜론만, 크리스토발을 출발한 요크타운은 햄프턴 로즈로 항해하여 3월 6일 도착했고, 다음날 시운전 후 정비를 위해 노퍽 해군 조선소로 입항했다.
1938년 초가을까지 수리받은 후, 요크타운은 1938년 10월 17일 해군 조선소에서 노퍽 해군 기지로 기지를 옮겼고 곧 훈련을 위해 Southern Drill Grounds로 향했다.
요크타운은 1939년까지 체서피크만에서 관타나모만에 이르는 동부 해안에서 작전을 수행했다. 제2항공모함전대의 기함으로서, 그녀는 1939년 2월 자매함 엔터프라이즈와 함께 첫 번째 워게임인 Fleet Problem XX에 참가했다. 이 훈련 시나리오는 한 함대가 외국 유럽 세력의 침입에 맞서 카리브 해의 해상 통로를 통제하면서 태평양의 중요한 미국 이익을 보호하기 위한 충분한 해군력을 유지하는 것을 목표로 했다. 이 기동은 프랭클린 델라노 루스벨트 대통령이 휴스턴 중순양함에 탑승하여 부분적으로 참관했다.
작전 평가에서는 1925년 랭글리가 워게임에 참가한 이후 연례 훈련 시나리오의 일부였던 항공모함 작전이 새로운 효율성 정점에 도달했음이 드러났다. 함대에 비교적 신참인 요크타운과 엔터프라이즈의 경험 부족에도 불구하고, 두 항공모함 모두 문제 해결의 성공에 크게 기여했다. 계획자들은 호위 작전, 대잠 방어, 수상함 및 해안 시설에 대한 다양한 공격 조치와 관련하여 항공모함 및 탑재된 항공단의 운용을 연구했다. 간단히 말해, 그들은 실제 전쟁이 발발했을 때 사용될 전술을 개발하기 위해 노력했다.

## 태평양 함대
함대 문제 XX 이후, 요크타운은 잠시 햄프턴 로즈로 돌아왔다가 1939년 4월 20일 태평양으로 항해했다. 일주일 후 파나마 운하를 통과한 요크타운은 곧 태평양 함대와 함께 정기적인 작전 루틴을 시작했다. 제2차 세계 대전은 1939년 9월 1일에 시작되었지만, 미국은 아직 참전하지 않았다. 1940년까지 샌디에고에서 작전을 수행하면서, 항공모함은 그해 4월 Fleet Problem XXI에 참가했다. 요크타운은 1940년에 새로운 RCA CXAM 레이더를 장착한 6척의 함선 중 하나였다. 동시에 삼각대 전방 마스트 꼭대기에 있던 신호교는 폐쇄되었고, 비행갑판 가장자리를 따라 여러 50구경 기관총이 장착되었다.
두 부분으로 구성된 함대 문제 XXI 훈련에는 태평양에서 미래 전쟁을 특징지을 작전 일부가 포함되었다. 훈련의 첫 번째 부분은 계획 및 예측 수립, 스크리닝 및 정찰, 전투 부대 협력, 함대 및 표준 배치 운용 훈련에 집중되었다. 두 번째 단계는 호송 보호, 전방 기지 점령, 그리고 궁극적으로는 적 함대 간의 결정적인 교전 훈련을 포함했다. 이러한 유형의 마지막 전전 훈련이었던 함대 문제 XXI에는 항공 작전이 주요 역할을 한 두 가지 훈련(당시에는 비교적 사소함)이 포함되었다. 함대 합동 항공 훈련 114A는 예언적으로 하와이 제도에 대한 육군과 해군의 방어 계획을 조율할 필요성을 지적했으며, 함대 훈련 114는 항공기가 수상 부대에 대한 고고도 추적에 사용될 수 있음을 입증했다. 이는 앞으로 다가올 전쟁에서 완전히 실현될 항공기의 중요한 역할이었다.
함대 문제 XXI가 끝난 후 함대가 하와이 해역에 계속 머물면서, 요크타운은 다음 봄까지 미국 서부 해안과 하와이 해역에서 태평양 작전을 수행했다. 그러던 중 독일의 U보트가 대서양에서 영국 선박을 습격하는 성공적인 작전으로 인해 미국 해군력의 재배치가 필요하게 되었다. 따라서 미국 대서양 함대를 강화하기 위해 해군은 요크타운, 제3전함사단 (뉴멕시코급 전함), 경순양함 3척, 호위 구축함 12척을 포함한 상당한 병력을 태평양에서 전환시켰다.

## 중립 순찰
요크타운은 1941년 4월 20일 진주만을 구축함 워링턴, 소머스, 조우엣과 함께 출항했다. 남동쪽으로 향해 5월 6-7일 밤 파나마 운하를 통과했고 5월 12일 버뮤다에 도착했다. 이때부터 미국이 참전할 때까지 요크타운은 대서양에서 뉴펀들랜드 자치령부터 버뮤다까지 4차례 순찰을 실시했으며, 미국 중립을 강제하면서 17,642 마일 (28,392 km)를 항해했다.
아돌프 히틀러는 잠수함에게 미국 선박 공격을 금지했지만, 미국 해군 선박에 탑승한 승조원들은 이 정책을 알지 못했고 대서양에서 전시 태세로 작전을 수행했다.
10월 28일, 요크타운과 전함 뉴멕시코 및 다른 미국 군함들이 호송대를 호위하는 동안, 구축함 한 척이 잠수함 접촉을 포착하고 폭뢰를 투하했으며, 호송대 자체는 비상 우현 선회를 실시했다. 이는 호송대의 세 번의 비상 항로 변경 중 첫 번째였다. 그날 늦은 오후, 호송선 중 한 척인 엠파이어 핀테일의 엔진 수리로 인해 호송대의 속도가 11 노트 (13 mph; 20 km/h)로 줄었다.
밤 동안, 미국 함선들은 강력한 독일 무선 신호를 가로챘는데, 이는 잠수함이 근처에 있을 가능성이 높으며 집단에게 보고하고 있음을 나타냈다. 호위 함대를 지휘하던 H. 켄트 휴잇 후방 제독은 구축함을 보내 호송대 후방을 수색하여 U보트를 파괴하거나 최소한 물속으로 몰아넣도록 명령했다.
다음 날, 순양함 정찰기들이 상공을 순찰하는 동안, 요크타운과 순양함 사바나는 호위 구축함들에게 연료를 보급했고, 해질녘에 작업을 마쳤다. 10월 30일, 요크타운은 구축함 3척에 연료를 보급할 준비를 하고 있었는데, 다른 호위함들이 음파 탐지 접촉을 했다. 이후 호송대는 10차례 비상 선회를 실시했고, 구축함 모리스와 앤더슨은 폭뢰를 투하했으며, 휴즈가 접촉 개발을 지원했다. 앤더슨은 나중에 두 차례 더 폭뢰 공격을 실시했고, "상당량의 기름띠가 퍼지고 있었으나 잔해는 없었다"고 보고했다.
사실상 전쟁 중이었던 기간은 날이 갈수록 실제 전쟁과 더욱 흡사해졌다. 10월 30일 다른 곳에서는 U-552가 구축함 루벤 제임스를 어뢰로 공격하여 심각한 인명 피해와 함께 침몰시켰는데, 이는 제2차 세계 대전 중 미국 군함의 첫 손실이었다. 11월에 또 다른 중립 순찰 임무를 마친 후, 요크타운은 12월 2일 노퍽으로 입항했다.

## 제2차 세계 대전

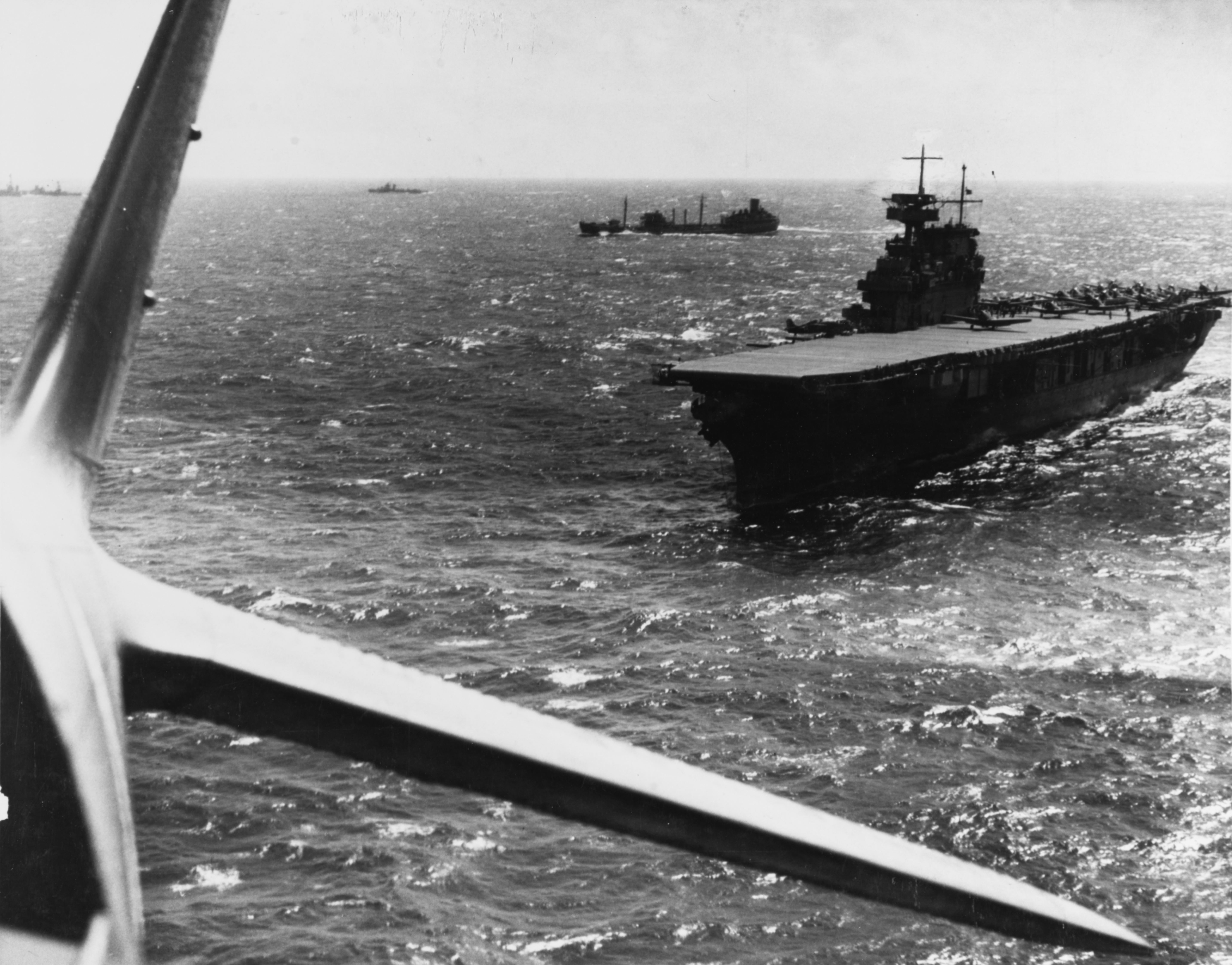
1942년 2월 산호해 해전 중 요크타운

1941년 12월 7일 이른 아침, 일본군 전투기들이 예고 없이 진주만 미군 기지를 공격하여 미군 군함 16척을 손상시키거나 침몰시켰다. 전투 전열이 무력화되자, 손상되지 않은 미국 항공모함들은 엄청난 중요성을 띠게 되었다. 12월 7일 당시 태평양에는 엔터프라이즈, 렉싱턴, 새러토가 단 세 척뿐이었다. 요크타운, 레인저, 와스프, 그리고 최근 취역한 호넷은 대서양에 있었다. 진주만 기습 공격은 미국 전역에 엄청난 분노를 불러일으켰고, 다음날 미국의 제2차 세계 대전 공식 참전으로 이어졌다. 요크타운은 12월 16일 노퍽을 떠나 태평양으로 향했으며, 그녀의 보조 포탑 갤러리에는 새로운 오리콘 20mm 함포가 장착되었다. (함선의 포술 장교는 오리콘 포로 대체된 브라우닝 M2 .50구경 기관총을 보관했으며, M1919A4 .30구경 기관총도 확보했다. 승무원들은 .30구경 기관총의 핀틀 마운트가 잘라낸 걸레 손잡이에 깔끔하게 들어맞고, 걸레 손잡이 자체는 함선 안전선에 사용되는 속이 빈 파이프에 깔끔하게 들어맞는다는 것을 발견했다. 수십 명의 수병들이 비공식 대공포 사업에 뛰어들었고, 한 보고서에 따르면 "요크타운은 멕시코 혁명 영화보다 더 많은 총으로 무장했다.") 그녀는 1941년 12월 30일 샌디에고에 도착했고 곧 프랭크 플레처 후방 제독의 새로 창설된 제17기동함대 (TF 17)의 기함이 되었다.
이 항공모함의 새로운 작전 지역에서의 첫 임무는 해병 증원군을 아메리칸사모아로 수송하는 호송대를 호위하는 것이었다. 1942년 1월 6일 샌디에고를 출발한 요크타운과 그 호위함들은 투투일라섬의 파고파고로 해병들을 수송하여 기존의 수비대를 증강하는 것을 지원했다.
그 병력 수송을 안전하게 마친 요크타운은 자매함 엔터프라이즈와 함께 1월 25일 사모아 해역을 떠났다. 6일 후, 제8기동함대 (엔터프라이즈 중심)와 TF 17 (요크타운 중심)은 헤어졌다. 전자는 마셜 제도로 향했고, 후자는 길버트 제도로 향했으며, 각기 전쟁 초기 미국의 공세 중 일부인 마셜-길버트 제도 습격에 참여했다.
요크타운은 순양함 루이빌과 세인트루이스 및 구축함 4척의 호위를 받았다. 05:17에 요크타운은 커티스 W. 스마일리 사령관의 지휘 아래 TBD-1 데버스테이터 11대와 SBD-3 돈틀리스 17대를 발진시켰다. 이 항공기들은 잘루잇 환초에서 일본 해안 시설과 선박을 공격했지만, 심한 뇌우로 인해 임무가 방해받았고 7대의 항공기가 손실되었다. 다른 요크타운 항공기들은 마킨과 밀리 환초에 있는 일본 시설과 선박을 공격했다.
제17기동함대의 길버트 제도 공격은 미국 함대가 적 수상함을 만나지 않았기 때문에 기습적이었던 것으로 보인다. 단 한 대의 일본 가와니시 H6K "마비스" 비행정만이 잘루잇 임무에서 예정 시간을 초과한 항공기 승무원을 회수하기 위해 후방으로 파견된 미국 구축함들을 공격하려 시도했다. 구축함들의 대공포 사격으로 인해 침입자는 어떠한 피해도 입히지 못하고 격퇴되었다.
나중에 또 다른 마비스, 또는 동일한 마비스가 저고도 구름에서 요크타운으로부터 15,000 야드 (14,000 m) 떨어진 곳에서 나타났다. 항공모함은 전투공중초계 (CAP) 전투기를 방해하지 않기 위해 대공포 사격을 자제했다. 곧 마비스는 두 대의 그러먼 F4F 와일드캣의 추격을 받으며 구름 뒤로 사라졌다. 5분 이내에 적 정찰기는 구름에서 떨어져 물속으로 추락했다.
TF 17은 잘루잇에 대한 두 번째 공격을 실시할 예정이었지만, 폭우와 어둠이 다가옴에 따라 취소되었다. 따라서 요크타운 부대는 해당 지역에서 철수했다.
체스터 니미츠 제독은 나중에 마셜-길버트 습격을 "잘 구상되고, 잘 계획되었으며, 훌륭하게 실행되었다"고 평가했다. 니미츠는 이어진 보고서에서 제8기동함대와 17기동함대가 일본 점령 섬에 대한 정확한 정보 데이터 부족으로 인해 다소 맹목적으로 공격을 수행해야 했음에도 불구하고 달성한 결과는 주목할 만하다고 덧붙였다.
요크타운은 이후 진주만으로 입항하여 보급을 받은 후 2월 14일 산호해로 향했다. 3월 6일, 그녀는 렉싱턴을 중심으로 편성되었고 윌슨 브라운 부제독의 지휘를 받는 TF 11과 합류했다. 그들은 함께 라바울과 가스마타로 향하여 일본 선박을 공격함으로써 일본의 진격을 저지하고 누벨칼레도니의 누메아에 연합군 상륙을 지원하려 했다. 두 항공모함은 8척의 중순양함 (호주 군함 오스트레일리아와 캔버라 포함)과 14척의 구축함의 호위를 받았다. 그들이 뉴기니섬으로 항해하는 동안, 일본군은 3월 7일 뉴기니섬 동부의 살라마우아-라에 지역 후온만에 상륙하여 호주 방향으로 진격을 계속했다.
일본 작전 소식에 브라운 제독은 TF 11의 공격 목표를 라바울에서 살라마우아-라에 지역으로 변경했다. 1942년 3월 10일 아침, 미군 항공모함들은 파푸아만에서 항공기를 발진시켰다. 렉싱턴은 07:49에 비행단을 발진시켰고, 21분 후 요크타운도 뒤를 이었다. 파푸아만을 공격 발진 지점으로 선택한 것은 항공기가 125 마일 (200 km)에 달하는 오웬 스탠리 산맥을 가로질러 비행해야 한다는 것을 의미했는데, 이는 기동부대의 보안을 제공하고 기습을 보장했지만, 비행 조건이 좋지 않았다.
이어지는 공격에서 렉싱턴의 스카우팅 비행대 2 (VS-2) 소속 SBD 돈틀리스 급강하 폭격기들이 09:22에 라에에 있던 일본 선박들을 급강하 폭격했다. 항공모함의 뇌격 및 폭격 비행대 (VT-2 및 VB-2)는 09:38에 살라마우아의 선박들을 공격했다. 전투기 (VF-2)는 4대씩 공격 그룹으로 나뉘어 하나는 라에를, 다른 하나는 살라마우아를 기총소사했다. 요크타운의 항공기들은 렉싱턴의 항공기들 뒤를 따랐다. VB-5와 VT-5는 09:50에 살라마우아 지역의 일본 선박들을 공격했고, VS-5는 라에 해안 가까이에 정박한 보조선들을 공격했다. 제42전투비행대대의 전투기들은 살라마우아 상공에서 공중 초계(CAP)를 비행하다가 공중 저항이 없음을 확인한 후, 수상 목표물과 항구의 소형 보트들을 기총소사했다.
임무를 수행한 후, 미군 항공기들은 항공모함으로 돌아왔고, 발진한 104대 중 103대가 정오까지 안전하게 귀환했다. SBD-2 돈틀리스 한 대는 일본 대공포 사격에 의해 격추되었다. 살라마우아와 라에에 대한 습격은 많은 조종사들에게 첫 공격이었고, 이후 작전에서 달성된 정확도에는 미치지 못했지만, 조종사들은 산호해 해전과 미드웨이 해전에서 도움이 될 귀중한 경험을 얻었다.
제11기동함대는 20 노트 (37 km/h; 23 mph)의 속도로 남동쪽으로 퇴각하다가 어둠이 내린 후 15 노트 (28 km/h; 17 mph)의 속도로 동쪽으로 항로를 변경하여 존 크레이스 호주 왕립 해군 후방 제독의 지휘하에 있던 3척의 중순양함 (시카고, HMAS 오스트레일리아, HMAS 캔버라)과 4척의 구축함으로 구성된 제11.7기동전대 (TG11.7)와 합류했다. TG11.7은 뉴기니로 접근하는 항공모함들을 엄호했다.
요크타운은 산호해 지역 순찰을 재개했으며, 4월까지 해상에 남아 일본 육상 기지 항공기의 사정거리 밖에서 기회가 있을 때마다 공격 작전을 수행할 준비를 갖추었다. 라에-살라마우아 습격 이후, 남태평양 상황은 일시적으로 안정된 듯 보였고, 요크타운과 TF 17의 호위함들은 2월 14일 진주만을 출발한 이래 계속 해상에 있었기 때문에 필요한 정비를 위해 통가 제도 통가타푸의 미개발 항구에 입항했다.
그러나 적은 곧 움직이기 시작했다. 니미츠 제독에게는 "일본군이 5월 첫 주에 포트모르즈비에 해상 공격을 가할 것이라는 좋은 징후"가 보였다. 요크타운은 이에 따라 4월 27일 통가타푸를 떠나 다시 산호해로 향했다. TF 11은 이제 렉싱턴에서 브라운을 교체한 오브리 W. 피치 후방 제독의 지휘를 받으며 진주만을 떠나 플레처의 TF 17과 합류하기 위해 5월 1일 뉴헤브리디스 제도 남서쪽 요크타운 그룹 부근에 도착했다.

### 산호해 해전
다음날 오후 15:17, VS-5 소속 SBD 돈틀리스 두 대가 수상에서 항해하는 일본 잠수함을 발견했다. 요크타운 소속 TBD 데버스테이터 세 대가 잠수함을 수중으로 몰아넣는 데만 성공했다.
5월 3일 아침, TF 11과 TF 17은 약 100 마일 (161 km) 떨어져 연료 보급 작전을 수행 중이었다. 자정 직전, 플레처는 호주 기지 항공기로부터 일본 수송선이 솔로몬 제도 툴라기섬에 병력과 장비를 하역하고 있다는 소식을 접수했다. 호주군이 그곳을 철수하자마자 도착한 일본군은 남하 작전을 지원하기 위해 그곳에 수상 비행기 기지를 건설하기 시작했다.
요크타운은 이에 따라 27 노트 (50 km/h; 31 mph)의 속도로 북쪽으로 항로를 설정했다. 5월 4일 새벽까지 그녀는 새로 구축된 일본군의 상륙 지점의 타격 범위 내에 있었고 07:01에 첫 번째 공격을 시작했다. VF-42 소속 F4F-3 와일드캣 18대, VT-5 소속 TBD 데버스테이터 12대, VS 및 VB-5 소속 SBD 돈틀리스 28대가 출격했다. 요크타운의 항공단은 솔로몬 제도의 플로리다 제도 남쪽 해안에 있는 툴라기 및 가부투의 적함과 해안 시설에 세 차례 연속 공격을 가했다. 세 차례 공격에서 어뢰 22발과 1,000-파운드 (450 kg) 폭탄 76발을 소모하여 요크타운의 항공기들은 구축함 기쿠즈키, 소해정 3척, 바지선 4척을 침몰시켰다. 또한 제5항공단은 적 수상 비행기 5대를 파괴했지만 F4F 와일드캣 2대 (조종사들은 회수됨)와 TBD 데버스테이터 1대 (승무원들은 실종됨)를 잃었다.
한편, 같은 날 크레이스 후방 제독(RN)이 지휘하는 순양함-구축함 부대인 TF 44가 렉싱턴의 TF 11에 합류하여, 중요한 산호해 해전 전야에 연합군 전력의 편성을 완료했다.
다른 지역에서는 북쪽으로 11척의 병력 수송선이 구축함의 호위를 받으며 경항공모함 쇼호, 중순양함 4척, 구축함 1척의 엄호를 받으며 포트모르즈비로 향하고 있었다. 또한, 두 척의 진주만 참전 항공모함 (쇼카쿠와 즈이카쿠)를 중심으로 편성된 또 다른 일본 기동부대가 중순양함 2척과 구축함 6척의 호위를 받으며 추가적인 공중 엄호를 제공했다.
5월 6일 아침, 플레처는 모든 연합군을 그의 전술 지휘하에 TF 17로 모았다. 5월 7일 새벽, 그는 루이지아드 제도로 그의 지휘하에 있던 순양함과 구축함을 이끌고 크레이스에게 파견하여 포트모르즈비로 이동하려는 적의 시도를 저지하도록 했다.
플레처가 적을 찾아 두 항공모함과 그들의 호위함들을 이끌고 북쪽으로 이동하는 동안, 일본 정찰기들이 유조선 네오쇼와 그녀를 호위하는 구축함 심스를 찾아냈고 전자를 항공모함으로 오인했다. 두 차례의 일본 항공기 파도—처음에는 고고도 폭격기, 그 다음에는 급강하폭격기—가 두 선박을 공격했다. 심스는 총기 고장으로 대공포가 무력화된 채 세 발의 직격탄을 맞고 심각한 인명 피해와 함께 빠르게 침몰했다. 네오쇼는 더 운이 좋아서 일곱 발의 직격탄과 여덟 발의 근접 폭발에도 불구하고 침몰하지 않고 떠 있었고, 5월 11일에 생존자들이 헨리에 의해 구조되었고 그녀의 잔해는 구조 구축함에 의해 침몰되었다.

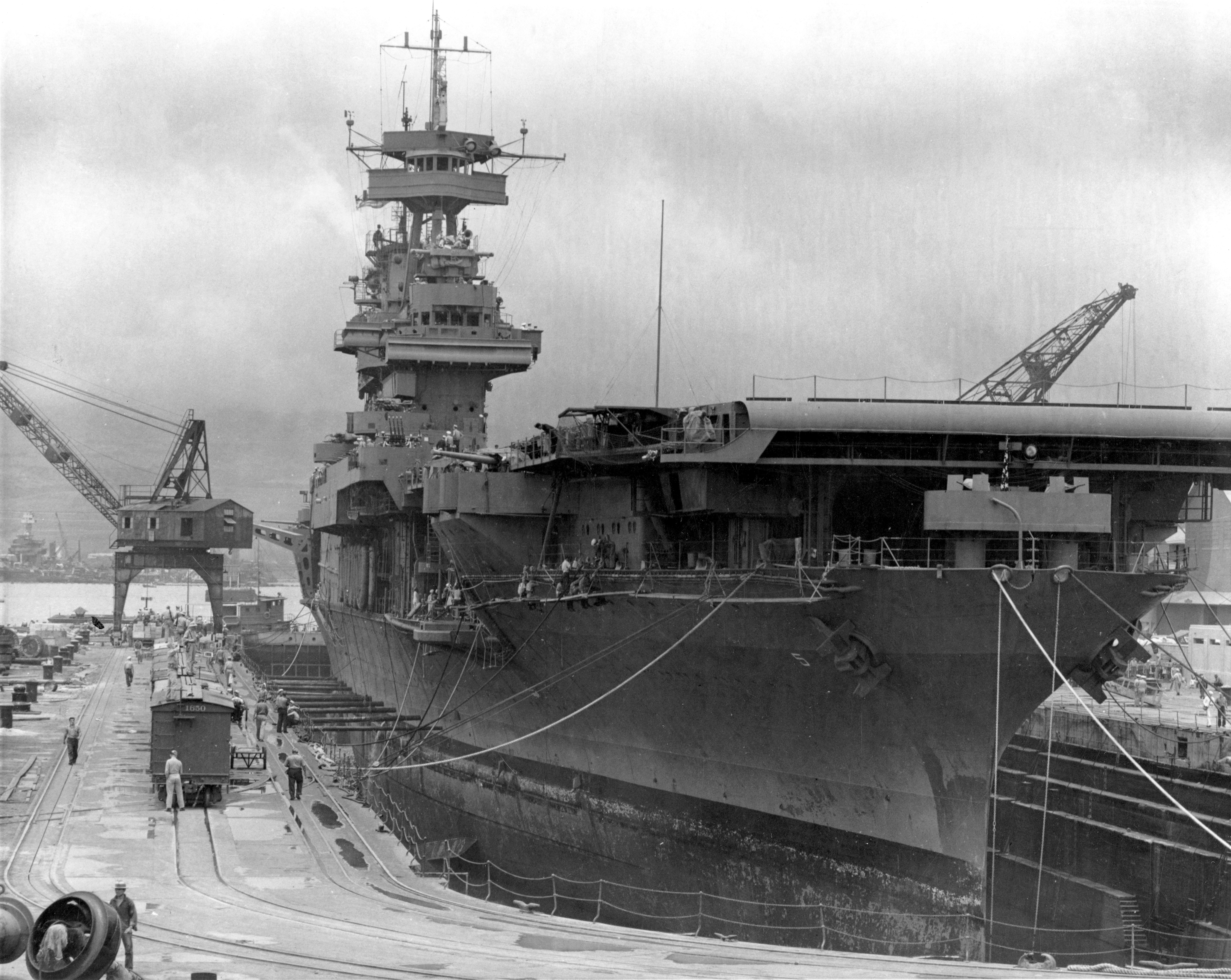
1942년 5월 29일 진주만 건선거에 있는 요크타운, 미드웨이 출항 직전

네오쇼와 심스는 플레처의 항공모함들을 공격할 수 있었던 항공기들을 유인하여 귀중한 역할을 수행했다. 한편, 요크타운과 렉싱턴의 항공기들은 쇼호를 발견하고 침몰시켰다. 렉싱턴의 조종사 중 한 명은 "하나의 플랫톱을 격파"라는 무전 메시지로 이 승리를 보고했다.
그날 오후, 플레처의 부대에 아직 발견되지 않은 쇼카쿠와 즈이카쿠는 27대의 폭격기와 뇌격기를 발진시켜 미국 함선을 수색했다. 이들의 비행은 요크타운과 렉싱턴의 전투기들과 마주치기 전까지는 별다른 사건 없이 진행되었고, 이어진 공중전에서 9대의 적기를 격추시켰다.
황혼 무렵, 일본 항공기 3대가 놀랍게도 요크타운을 자신들의 항공모함으로 착각하고 착륙을 시도했다. 하지만 함포 사격으로 격퇴되었고, 적 항공기들은 요크타운의 함수를 가로질러 사정거리 밖으로 벗어났다. 20분 후, 또 다른 3명의 적 조종사가 요크타운의 착륙 선회에 진입하려다 실수했을 때, 항공모함의 포수들이 그 중 한 대를 격추시켰다.
그러나 전투는 아직 끝나지 않았다. 다음 날 아침인 5월 8일, 렉싱턴의 정찰기가 다카기 다케오 제독의 항공모함 타격 부대(즈이카쿠와 쇼카쿠 포함)를 발견했다. 요크타운의 항공기들은 쇼카쿠에 두 발의 폭탄을 명중시켜 비행갑판을 손상시키고 항공기 발진을 막았다. 또한, 폭탄은 휘발유 저장 탱크에서 폭발을 일으키고 엔진 수리 작업장을 파괴했다. 렉싱턴의 돈틀리스들도 추가적인 명중을 기록했다. 두 미국 비행단 사이의 공격으로 일본 수병 108명이 사망하고 40명이 부상당했다.
미군 항공기들이 일본 항공모함을 공격하는 동안, 요크타운과 렉싱턴은 일본군이 자신들의 위치를 알고 있음을 나타내는 가로챈 메시지에 의해 경고를 받고, 11:00 직후에 다가올 보복 공격에 대비했다.
미군 전투공중초계 F4F 와일드캣은 17대의 항공기를 격추시켰지만, 일부는 방어망을 뚫고 들어왔다. 나카지마 B5N "케이트"는 렉싱턴의 함수 양쪽에서 어뢰를 발사하여 좌현에 두 발을 명중시켰고, 아이치 D3A "발" 급강하폭격기는 폭탄 3발을 명중시켰다. 렉싱턴은 부분적으로 침수된 세 개의 엔진실로 인해 기울기 시작했다. 여러 화재가 갑판 아래에서 맹렬하게 타올랐고, 항공모함의 엘리베이터는 작동 불능이 되었다.
한편, 요크타운도 자체적인 문제에 직면했다. 함장 엘리엇 버크마스터의 능숙한 조종으로 항공모함은 8개의 어뢰를 피했다. "발" 급강하 폭격기의 공격을 받았지만, 폭탄 한 발을 제외하고는 모두 회피하는 데 성공했다. 11시 27분, 요크타운은 비행갑판 중앙에 250kg짜리 반철갑탄에 피격되었는데, 이는 4개 갑판을 관통한 후 폭발하여 항공 저장실에 심각한 구조적 손상을 입히고 66명을 죽이거나 심각한 부상을 입혔으며, 과열 증기 보일러를 손상시켜 작동 불능으로 만들었다. 최대 12발의 근접 폭발이 요크타운의 흘수선 아래 선체에 손상을 입혔다.
렉싱턴의 손상 통제반은 화재를 진압했고, 함선은 손상에도 불구하고 비행 작전을 계속할 수 있었다. 공중전 자체는 8일 정오 직전에 끝났고, 한 시간 이내에 함선은 약간 함수가 가라앉았지만 균형을 잡았다. 그러나 나중에 가솔린 증기의 점화로 인한 폭발이 화재를 일으키고 내부를 파괴했다. 렉싱턴은 17시 07분에 버려졌고, 나중에 구축함 펠프스에 의해 침몰되었다.
일본은 연합군에 비교적 큰 손실을 입히며 전술적 승리를 거두었지만, 연합군은 남서 태평양에서 일본의 정복 흐름을 저지함으로써 전략적 승리를 달성했다. 요크타운은 대가 없이 승리에 참여하지 않았고, 전문가들이 최소 3개월의 조선소 수리가 필요하다고 추정할 정도로 큰 손상을 입었다. 그러나 수리할 시간이 거의 없었는데, 미국 해군 정보국이 해독된 일본 해군 메시지로부터 일본이 하와이 제도 북서쪽 끝을 겨냥한 대규모 작전을 임박했다는 충분한 정보를 얻었기 때문이다. 그곳은 미드웨이섬으로 알려진 낮은 산호 환초의 두 섬이었다.

### 미드웨이 해전

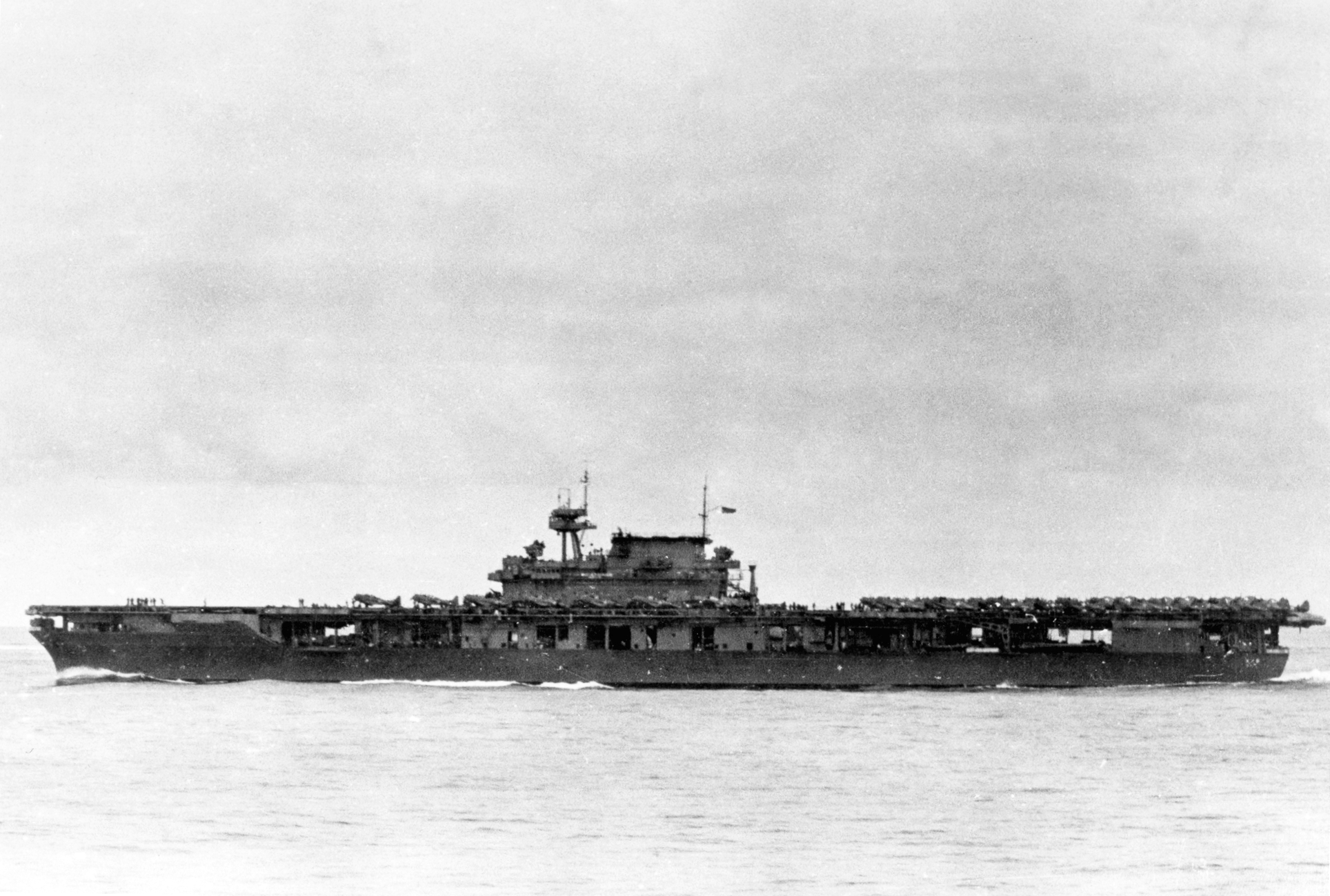
1942년 6월 4일 아침 미드웨이에서 항해 중인 요크타운

이러한 정보를 바탕으로 니미츠 제독은 미드웨이의 방어를 체계적으로 계획하기 시작했고, 가능한 모든 병력, 항공기, 무기를 미드웨이로 급파했다. 또한 그는 비교적 적은 해군 병력을 모아 바다에서 적을 맞이할 준비를 시작했다. 이러한 준비의 일환으로, 그는 엔터프라이즈와 호넷을 핵심으로 하는 TF 16을 진주만으로 소환하여 빠른 보급을 실시했다.
요크타운 또한 하와이로 돌아오라는 명령을 받았다. 그녀는 5월 27일 진주만에 도착했고 다음 날 건선거에 입항했다. 산호해 이후 함선이 입은 손상은 상당했고, 해군 조선소 검사관들은 최소 2주의 수리가 필요할 것으로 예상했다. 그러나 니미츠 제독은 그녀를 TF 16과 함께 항해할 준비를 갖추라고 명령했다. 추가 검사 결과 요크타운의 비행 엘리베이터는 손상되지 않았고, 비행갑판과 선체의 손상은 쉽게 수리할 수 있었다. 진주만의 조선소 작업자들은 밤낮으로 작업하여 48시간 내에 함선이 다시 항해할 수 있도록 충분한 수리를 완료했다. 수리가 너무 짧은 시간 내에 이루어져 일본 해군 항공 지휘관들은 이전 전투에서 침몰했다고 생각했기 때문에 요크타운을 다른 항공모함으로 착각할 정도였다. 그러나 그녀의 동력 장치에 대한 중요한 수리 하나는 이루어지지 않았다. 손상된 과열기 보일러는 손대지 않아 최고 속도가 제한되었다. 그녀의 비행단은 서부 해안에서의 정비 후 진주만으로 향하던 새러토가의 항공기와 승무원들로 보강되었다. 요크타운은 5월 30일 TF 17의 핵심으로 출항했다.
미드웨이 북동쪽에서 플레처 부제독의 기를 달고 있던 요크타운은 레이먼드 A. 스프루언스 후방 제독의 TF 16과 합류하여 그의 북쪽으로 10 마일 (16 km) 떨어진 위치를 유지했다.
6월 초에는 미드웨이와 항공모함에서 모두 순찰이 이루어졌다. 6월 4일 새벽 요크타운은 VB-5 소속 돈틀리스 10대 그룹을 발진시켜 북쪽 반원을 100 마일 (160 km) 거리까지 수색했지만 아무것도 찾지 못했다.
한편, 미드웨이에서 날아온 PBY 카탈리나 정찰기들이 다가오는 일본군을 발견하고 핵심 환초를 방어하는 미군에게 경보를 발령했다. 전술 지휘를 맡은 플레처 제독은 스프루언스 제독의 TF 16에 적 항공모함 부대를 찾아 공격하라고 명령했다.
요크타운의 수색 그룹은 08:30에 귀환했고, 6대 항공모함 전투공중초계(CAP) 중 마지막 항공기가 이륙한 직후 착륙했다. 돈틀리스가 모두 회수되자, 함선의 공격 그룹 발진을 위해 갑판이 급히 재배치되었다. VB-3 소속 돈틀리스 17대, VT-3 소속 데버스테이터 12대, 그리고 "제3전투비행대대" 소속 와일드캣 6대가 출격했다. 엔터프라이즈와 호넷은 한편 그들의 공격 그룹을 발진시켰다.
세 미국 항공모함에서 발진한 뇌격기들은 일본 공격대를 찾아냈으나, 재앙을 맞았다. VT-8, VT-6, VT-3에서 발진한 41대 중 6대만이 엔터프라이즈와 요크타운으로 돌아왔고, 호넷으로 돌아온 것은 없었다.
어뢰 공격에 대한 반응으로 일본 항공모함 전투공중초계는 항공모함에 대한 고고도 엄호를 중단하고 "갑판 위"를 비행하는 데버스테이터에 집중하여 요크타운과 엔터프라이즈의 돈틀리스가 저항 없이 도착할 수 있도록 허용했다.
사실상 아무런 저항 없이 요크타운의 급강하폭격기들은 소류를 공격하여 1,000lb 폭탄으로 세 차례 치명적인 명중을 기록하고 그녀를 불태웠다. 한편 엔터프라이즈의 항공기들은 아카기와 가가를 명중시켜 효과적으로 파괴했다. 돈틀리스의 폭탄들은 일본 항공모함들을 연료 보급 및 재무장 작전 중에 모두 강타하여 파괴적인 화재와 폭발을 일으켰다.
일본 항공모함 4척 중 3척은 불타는 잔해로 남았다. 네 번째 항공모함인 히류는 자매함들과 떨어져 공격대인 "발" 18대를 발진시켰고 곧 요크타운을 찾아냈다.

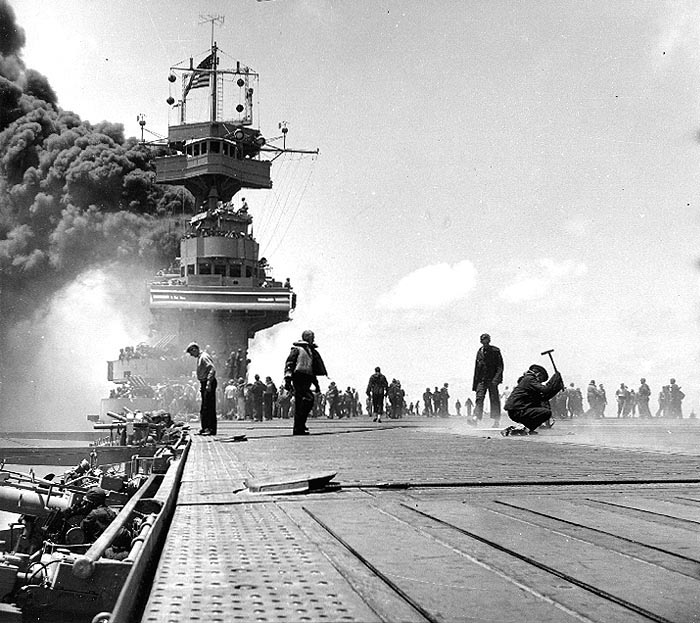
미드웨이에서 일본 급강하 폭격기에 의해 보일러실이 피격된 후 요크타운에서 연기가 피어오르고 있다.

13:29경 요크타운의 레이더에 공격대가 포착되자마자, 그녀는 갑판에 있던 전투공중초계(CAP) 전투기에 연료 보급을 중단하고 신속히 전투 준비를 마쳤다. 귀환하는 급강하폭격기들은 대공포 사격을 위해 착륙 선회 구역에서 벗어났다. 돈틀리스는 전투공중초계를 형성하기 위해 상공으로 명령받았다. 보조 800-미국-갤런 (3,000 L) 휘발유 탱크가 항공모함의 선미로 밀려나 하나의 화재 위험을 제거했다. 승무원들은 연료 라인을 배수하고 모든 격실을 닫고 고정했다.
요크타운의 모든 전투기들은 15 to 20 마일 (24 to 32 km) 떨어진 거리에서 다가오는 일본 항공기를 요격하기 위해 유도되었다. 와일드캣은 맹렬하게 공격하여 약 18대의 "발"과 6대의 "제로"로 보이는 조직적인 공격을 분산시켰다. "항공기들은 사방으로 날아다녔고, 많은 항공기가 불타 떨어졌다"고 버크마스터 함장은 작전 후 기록했다. "발"의 지휘관 고바야시 미치오 중위는 아마 존 S. 다치 소령에 의해 격추되었을 것이다. 윌리엄 W. 바네스 중위 또한 첫 공격을 감행하여 선두 폭격기를 격파하고 최소 두 대를 더 손상시켰을 가능성이 있다.
집중적인 포격과 회피 기동에도 불구하고, "발" 세 대가 명중했다. 그 중 두 대는 폭탄 투하 직후 격추되었고, 세 번째는 폭탄이 발사대를 벗어나자마자 통제 불능이 되었다. 그것은 비행 중에 뒤집혀 우현 2번 엘리베이터 바로 선미에 명중했고, 접촉 시 폭발하여 비행갑판에 약 10 피트 (3 m) 크기의 구멍을 냈다. 폭발하는 폭탄의 파편은 함교 뒤편과 아래 비행갑판에 있는 1.1인치 포탑 두 곳의 승무원 대부분을 죽였다. 비행갑판을 뚫고 들어온 파편은 격납고 갑판에 있는 항공기 세 대를 강타하여 화재를 일으켰다. 항공기 중 하나인 요크타운 돈틀리스는 연료가 가득 차 있었고 1,000파운드 폭탄을 탑재하고 있었다. 격납고 갑판 장교 A. C. 에머슨 중위의 신속한 조치로 스프링클러 시스템을 작동시키고 화재를 신속히 진압하여 심각한 화재를 막을 수 있었다.
함선에 명중한 두 번째 폭탄은 좌현에서 날아와 비행갑판을 뚫고 연통의 하부에서 폭발하여, 사실상 전형적인 "굴뚝 안으로의 사격"이었다. 이는 보일러 세 대의 연돌을 파열시켰고, 보일러 두 대를 무력화시켰으며, 보일러 다섯 대의 화염을 소멸시켰다. 연기와 가스가 여섯 보일러의 화실을 채우기 시작했다. 1번 보일러에 있던 승무원들은 자리를 지켜 불을 유지했고, 보조 증기 시스템이 작동할 수 있도록 충분한 증기압을 유지했다.
세 번째 폭탄은 우현에서 항공모함에 명중하여 1번 엘리베이터의 측면을 뚫고 4층 갑판에서 폭발하여, 전방 휘발유 저장고와 탄약고 옆에 있는 걸레 저장 공간에 지속적인 화재를 일으켰다. 휘발유 시스템에 이산화탄소를 주입하는 사전 조치 덕분에 휘발유가 점화되는 것을 확실히 막을 수 있었다.
함선이 급강하 폭격기 공격으로 인한 피해에서 회복되는 동안, 그녀의 속도는 6 노트 (11 km/h; 6.9 mph)으로 떨어졌고, 그리고 14:40에, 대부분의 보일러를 정지시킨 폭탄 명중 후 약 20분 만에 요크타운은 멈추어 물에 떠 있는 채로 정지했다.
약 15시 40분경, 요크타운은 출항 준비를 마쳤고, 15시 50분에는 1번 보일러실의 블랙 갱이 다른 보일러실의 굴뚝 가스를 제거하기 위해 보조 장치를 계속 작동시키고, 다른 보일러를 시동하기 위해 1번 보일러에서 증기를 빼내는 등의 노력 덕분에, 치프 엔지니어 딜레이니는 버크마스터 함장에게 함선의 기관사들이 20 노트 (37 km/h; 23 mph) 이상의 속도를 낼 준비가 되었다고 보고했다. 요크타운은 노란색 고장 깃발을 내리고 새로운 깃발 "내 속도 5"를 올렸다. 버크마스터 함장은 그의 신호병들에게 거대한 새 (너비 10피트, 길이 15피트) 미국 국기를 전방 마스트에서 게양하도록 했다. 존 다르크 로렌스 소위를 포함한 선원들은 이를 헤아릴 수 없는 영감이라고 불렀다. "처음으로 저는 그 국기가 무엇을 의미하는지 깨달았습니다: 우리 모두 — 백만 개의 얼굴 — 우리의 모든 노력 — 격려의 속삭임." 피해 통제반은 한 시간 이내에 비행갑판을 임시 수리하고 여러 보일러에 전력을 복구할 수 있었으며, 그녀는 19노트(35km/h; 22mph)의 속도를 내고 항공 작전을 재개할 수 있었다.
동시에, 연료 보급 재개를 보장할 정도로 화재가 진압되자, 요크타운은 갑판에 있던 전투기들에 연료를 재보급하기 시작했다. 바로 그때 함선 레이더가 33 마일 (53 km) 거리에서 접근하는 항공단을 포착했다. 함선은 전투 준비를 하면서 다시 휘발유 시스템을 차단하고 비행갑판의 항공기 연료 보급을 중단하는 동시에, 공중에 있던 전투공중초계(CAP) 전투기 6대 중 4대를 요격기로 유도했다. 탑재된 전투기 10대 중 8대는 연료 탱크에 23 미국 갤런 (87 L)만큼의 연료만 남아 있었다. 이들은 나머지 두 대의 CAP 전투기가 일본 항공기를 요격하기 위해 나간 직후 발진했다.

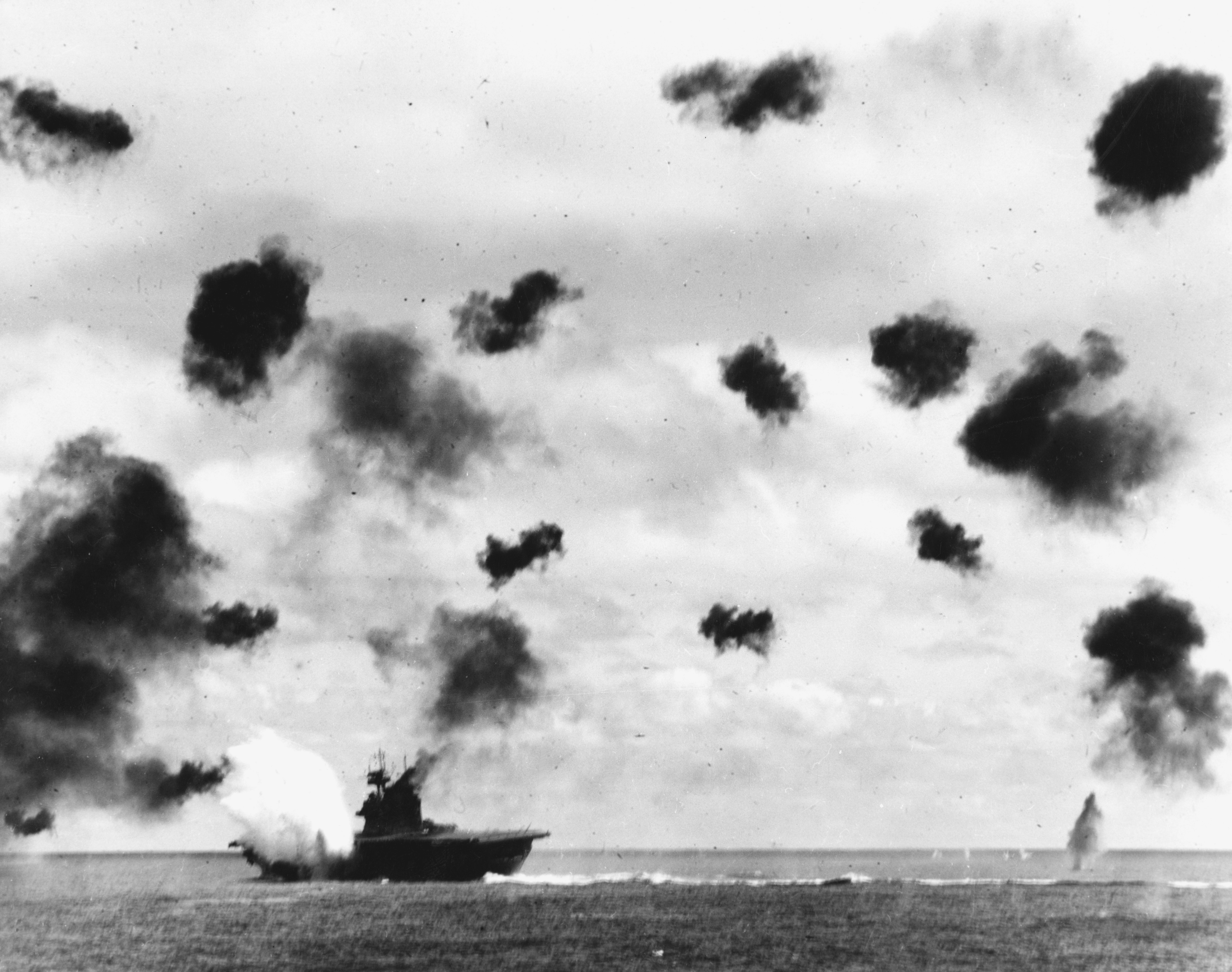
1942년 6월 4일 오후 중반 히류 항공모함에서 발진한 항공기들의 공격 중, 요크타운이 좌현 중앙에 91식 항공 어뢰에 피격되고 있다.

16:00, 요크타운은 20노트의 속력으로 급기동하며 전진했다. 그녀가 발진시켜 요격하도록 유도한 전투기들은 그동안 적과 접촉했다. 요크타운은 항공기들이 "케이트"라는 보고를 받았다. 와일드캣은 최소 세 대를 격추했지만, 나머지 항공기들은 항공모함과 호위함들이 강력한 대공포 사격을 가하는 동안 접근을 시작했다.
요크타운은 급격히 기동하여 최소 두 개의 어뢰를 피했지만, 16:20에 첫 번째 어뢰가 명중한 것을 시작으로 몇 분 안에 두 개의 어뢰가 좌현에 명중했다. 항공모함은 치명적인 부상을 입었으며, 동력을 잃고 조타기가 고장 나 물에 정지했으며 좌현으로 점점 더 기울어졌다.
함선의 기울기가 진행되면서 클래런스 E. 올드리치 사령관 (피해 통제 장교)은 중앙 통제실에서 전력 없이 침수를 통제하는 것이 불가능하다고 보고했다. 존 F. 딜레이니 소령 (수석 엔지니어)은 곧 모든 보일러의 불이 꺼지고 모든 전력이 손실되었으며 기울기를 바로잡는 것이 불가능하다고 보고했다. 버크마스터는 올드리치, 딜레이니 및 그들의 부하들에게 화재실과 엔진룸을 폐쇄하고 갑판 위로 올라와 구명조끼를 착용하라고 명령했다.
한편, 기울기는 계속 증가했다. 26도에 달하자 버크마스터와 올드리치는 전복이 임박했음에 동의했다. "가능한 한 많은 승조원을 구하기 위해" 함장은 나중에 기록했듯이, 그는 "함선을 포기하라고 명령했다".
이후 몇 분 동안 승조원들은 부상자들을 구명 뗏목에 태우고 근처 구축함과 순양함으로 향해 보트에 의해 구조되었으며 질서정연하게 퇴선했다. 모든 부상자들을 대피시킨 후, 집행관 딕시 키퍼 사령관은 우현에서 밧줄을 타고 함선을 떠났다. 한편 버크마스터는 마지막으로 함선을 순회하며 남은 인원이 있는지 확인했다. "생존 인원"을 찾지 못한 버크마스터는 선미에서 밧줄을 이용해 물속으로 내려갔고, 그때까지 물은 격납고 갑판의 좌현을 덮고 있었다.

### 인양 및 침몰
구축함 해먼에 의해 구조된 후, 버크마스터는 순양함 애스토리아로 옮겨졌고, 첫 급강하 폭격 공격 후 중순양함으로 기를 옮긴 플레처 부제독에게 보고했다. 두 사람은 함선이 심하게 기울고 전복될 위험에도 불구하고 끈질기게 떠 있었기 때문에 인양 팀이 함선을 살리려 노력해야 한다고 동의했다.
요크타운을 구하려는 노력이 빠르게 진행되는 동안, 그녀의 항공기들은 여전히 작전에 참여하여 그날 늦은 오후에 엔터프라이즈의 항공기들과 함께 마지막 일본 항공모함인 히류를 공격했다. 4발의 직격탄을 맞은 일본 항공모함은 곧 무력화되었다. 승무원들은 그녀를 버렸고 통제 불능 상태로 표류하게 두었다.
요크타운은 밤새 떠 있었다. 두 명의 사람이 아직 그녀 안에 살아 있었다. 한 명은 기관총을 발사하여 유일하게 남아 있던 구축함 휴즈의 주의를 끌었다. 호위함은 그들을 구조했고, 그 중 한 명은 나중에 사망했다. 버크마스터는 인양 대장으로 딕시 키퍼 집행관을 선택했는데, 그 팀에는 29명의 장교와 141명의 병사가 포함되어 배를 구하기 위해 돌아왔다. 구축함 다섯 척이 대잠수함 막을 형성했고, 인양 팀은 6월 6일 아침 기울어진 항공모함에 탑승했다. 진주만과 헤르메스 산호초에서 소환된 함대 예인선 비레오는 배를 예인하기 시작했지만, 진행은 고통스러울 정도로 느렸다.
요크타운의 수리팀은 각 부서(손상 통제, 포병 항공 공학, 항해, 통신, 보급, 의료)의 인원들이 수행할 세심하게 미리 결정된 행동 계획을 가지고 승선했다. 작업을 돕기 위해 아놀드 E. 트루 소령은 해먼을 우현 선미에 나란히 대고 펌프와 전력을 제공했다.
오후 중반까지 상부 중량을 줄이는 작업이 순조롭게 진행되었다. 5-인치 (127 mm) 포 1문이 측면으로 떨어졌고, 다른 1문도 해체될 준비가 되었으며, 항공기들이 측면으로 밀려났고, 상당량의 물이 기관실에서 펌핑되었다. 이러한 노력으로 기울기가 약 2도 줄었다.

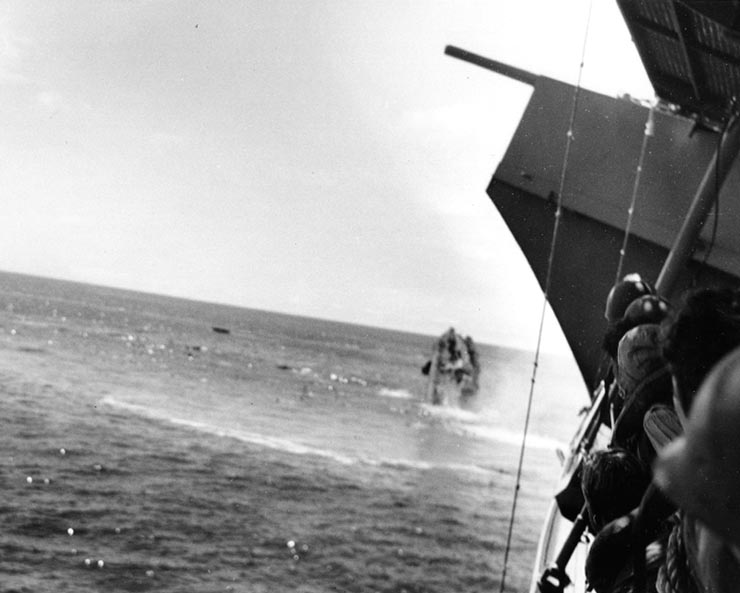
의 어뢰 공격을 받은 후 선미를 높이 들고 침몰하는 USS 해먼

그러나 요크타운과 주변 6척의 구축함들이 모르는 사이에, 일본 잠수함 I-168이 손상된 항공모함을 발견하고 유리한 발사 위치를 확보했다. 이 잠수함은 수중에 있는 많은 잔해와 파편 때문에 탐지를 피했을 가능성이 높으며, 15:36까지 탐지되지 않았다. 그 때 관측병들이 함선 우현에서 접근하는 4발의 어뢰를 발견했다.
해먼은 총원 전투 배치에 들어갔고, 20mm 함포가 어뢰를 수중에서 폭파시키기 위해 발포하며 움직이려 했다. 어뢰 한 발이 해먼의 중앙을 직격하여 함선을 두 동강냈다. 구축함은 급격히 꺾여 빠르게 침몰했다. 어뢰 두 발은 함교 구조물 후방의 선저 굽이진 곳에서 요크타운을 강타했다. 네 번째 어뢰는 항공모함의 선미를 지나갔다.
해먼이 침몰한 지 약 1분 후, 수중 폭발이 발생했는데, 아마도 구축함의 폭뢰가 터진 것으로 보인다. 이 충격으로 해먼의 승무원 다수와 요크타운 승무원 일부가 물속으로 던져져 사망했으며, 손상된 항공모함의 선체에 타격을 가했고, 요크타운의 보조 발전기와 격납고 갑판의 수많은 비품들을 이탈시켰으며, 전방 마스트의 우현 다리에 있는 리벳을 절단했고, 승선 중이던 여러 승무원들에게 부상을 입혔다. 남은 구축함들은 적 잠수함 수색 (잠수함은 탈출)을 시작했고, 해먼 생존자와 요크타운 인양팀 구조 작업을 시작했다. 비레오는 예인을 끊고 돌아와 구조 작업을 지원했다.

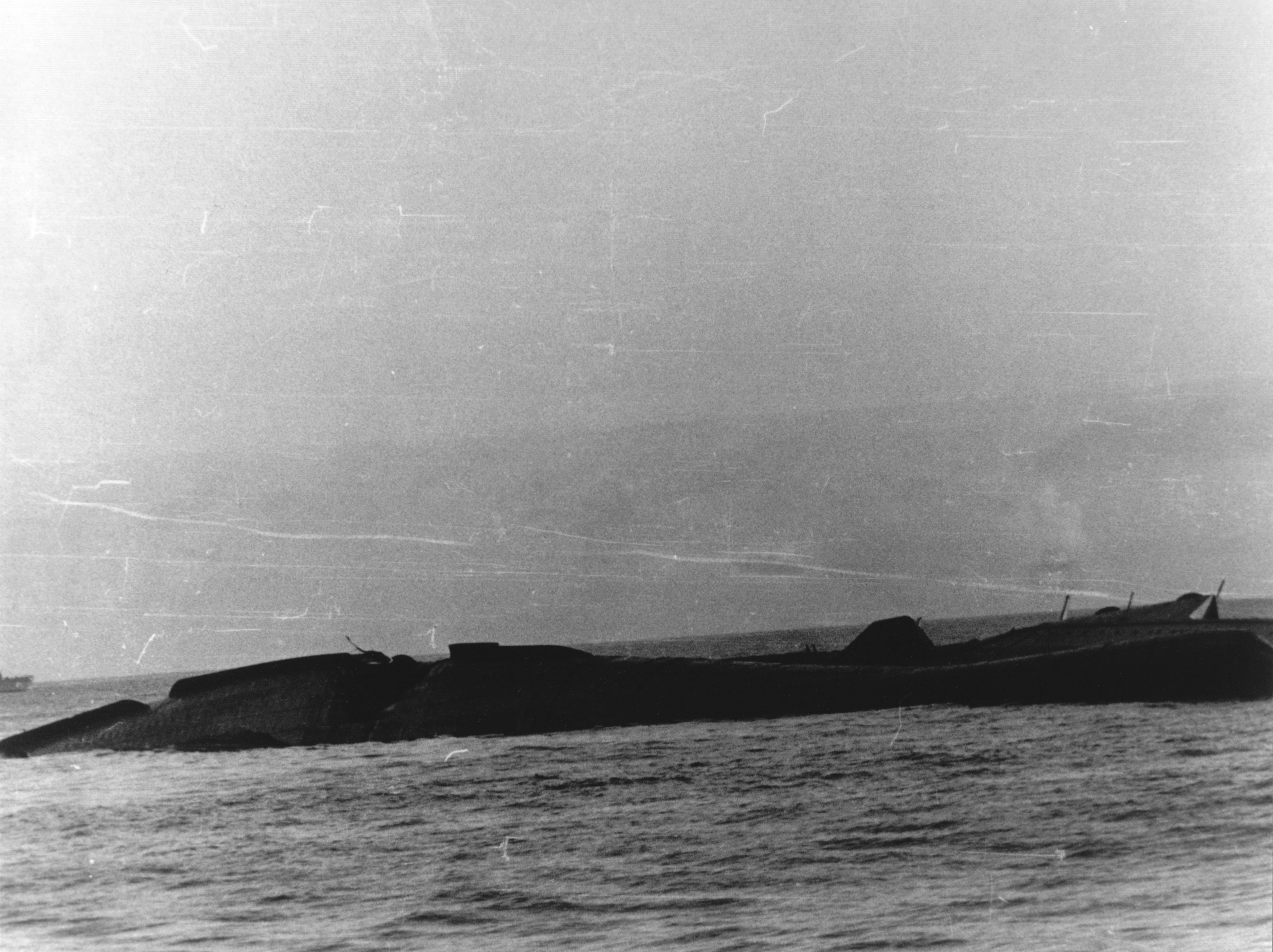
1942년 6월 7일, 좌현으로 전복되며 침몰하는 요크타운

6월 6일 밤새도록 6월 7일 아침까지 요크타운은 떠 있었지만, 6월 7일 05시 30분경 관측자들은 그녀의 좌현 기울기가 급격히 증가하고 있음을 확인했다. 잠시 후, 함선은 좌현으로 전복되었고, 몇 분 동안 떠 있었는데, 선저 우현의 어뢰 구멍(잠수함 공격의 결과)이 드러났다. 버크마스터 함장의 미국 국기는 여전히 게양되어 있었다. 모든 함선들은 경의를 표하며 깃발을 반쯤 내렸고, 갑판 위 모든 승조원들은 모자를 벗고 차렷 자세로 눈물을 흘렸다. 순찰 중이던 PBY 두 대가 상공에 나타나 마지막 경례로 날개를 흔들었다. 07시 01분, 함선은 거꾸로 뒤집혀 천천히 선미부터 3,000 패덤 (5,500 m) 깊이의 물속으로 전투 깃발을 휘날리며 침몰했다. 침몰을 목격한 대부분에게 요크타운은 조용히 그리고 엄청난 위엄을 가지고 가라앉았다고 한다. 그 중 한 명의 말처럼, "그녀는 위대한 숙녀였다." 총 1942년 6월 7일 요크타운의 침몰로 141명의 장교와 승무원이 목숨을 잃었다.

## 잔해
1998년 5월 19일, 요크타운의 잔해는 RMS 타이타닉과 비스마르크의 잔해를 발견한 해양학자 로버트 발라드 박사에 의해 발견되고 촬영되었다. 3 마일 (5 km) 깊이에 있는 요크타운의 잔해는 상태가 매우 양호한 상태로 똑바로 서 있었다. 심해 해저에서 56년을 보냈음에도 불구하고 그녀의 페인트와 장비 대부분은 여전히 보였다. 2023년 9월에 EV 노틸러스호에 의해 잔해에 대한 더 광범위한 조사가 수행되었다. 2025년 4월 19일과 20일에 NOAA 해양 탐사팀이 원격 조작 수중 차량을 통해 라이브 스트리밍된 잔해 탐사 중, 함선 격납고 안에서 1941년 포드 슈퍼 디럭스 스테이션 왜건 ("우디")으로 추정되는 자동차가 발견되었다. ROV는 또한 함선 벽에 손상되지 않은 벽화들을 발견했다.
잔해는 파파하나우모쿠아케아 해양국립기념물 내에 있다.

## 영예 및 유산
요크타운 (CV-5)은 제2차 세계 대전 복무로 세 개의 전투성장을 받았는데, 그 중 두 개는 산호해와 미드웨이에서 일본의 확장을 막고 전쟁의 흐름을 바꾸는 데 중요한 역할을 한 공로이다. CV-10은 에식스급 항공모함의 두 번째 함선으로, 미드웨이에서의 손실을 기리기 위해 USS 봉옴 리처드에서 요크타운으로 개명되었고, 1970년 퇴역 후 1975년에 박물관함으로 보존되었다.

### 수상 및 장식
| "A" Device |                                         |
|            | Bronze star · Bronze star · Bronze star |

| 미국방위근무훈장 "A" 장치 포함 |                                             |                           |
| 미국전역훈장                   | 아시아-태평양 전역 훈장 3개의 근무성장 포함 | 제2차 세계 대전 승리 훈장 |

## 같이 보기
- 제2차 세계 대전 중 미국 해군 손실 목록

## 추가 자료
- Cressman, Robert (2000). 《그 용맹한 함선: USS 요크타운 (CV-5)》 4 printing판. 미줄라, 몬태나: Pictorial Histories Publishing Company. ISBN 0-933126-57-3. OCLC 14251897.
- Friedman, Norman (1983). 《미 해군 항공모함: 도해 디자인 역사》. 애너폴리스, 메릴랜드: Naval Institute Press. ISBN 0-87021-739-9.
- Ludlum, Stuart D. (1997). 《그들은 산호해와 미드웨이에서 전쟁의 흐름을 바꿨다: 요크타운의 제5항공단과 함께 전쟁에 참여하다》. 베닝턴, 버몬트: Merriam Press. ISBN 1-57638-085-8.
- Wright, Christopher C. (September 2019). 《질문 7/56: 1941년 12월 미 아시아 함대 함선에 어떤 레이더 시스템이 설치되었는가》. 《Warship International》 LVI. 192–198쪽. ISSN 0043-0374.
- Lord, Walter (1967). 《믿을 수 없는 승리》. 뉴욕: Harper and Row. ISBN 1-58080-059-9.
- Ballard, Robert; Archbold, Rick (1999). 《미드웨이로 돌아가다》. 워싱턴 D.C.: 내셔널 지오그래픽. ISBN 978-0-7922-7656-2.